# Eduardo Goligorsky
Eduardo Goligorsky (30 de marzo de 1931, Buenos Aires, Argentina-10 de febrero de 2022, Barcelona, España) fue un escritor nacido en Argentina y nacionalizado español. Comenzó su carrera en su país de origen como traductor, publicó novelas y ensayos, además de escribir críticas de libros para periódicos. En 1976 deja Argentina para radicarse en Barcelona, en donde continuó con su profesión, pasando a ser un conocido defensor de, según él mismo, los "valores de la Ilustración".

## Biografía
Goligorsky nació el 30 de marzo de 1931 en Buenos Aires, Argentina. Sus abuelos emigraron a la Argentina provenientes del Imperio ruso. Llegó a España en septiembre de 1976 abandonando su país, durante la dictadura militar.
Se nacionalizó español el 28 de marzo de 1980. Desarrolló su actividad profesional como traductor del inglés al castellano, primeramente en Argentina, en las editoriales Poseidón, Jacobo Muchnik Editor, Compañía General Fabril Editora, Sudamericana, Paidos, Sur, Granica Editor y otras, y posteriormente en España, en las editoriales Pomaire, Muchnik Editor, Plaza Janés, Seix Barral, Versal, Martínez Roca y otras. [cita requerida]En Argentina dirigió la colección Libertad y Cambio, en Granica Editor, y en España fue asesor literario de la editorial Martínez Roca hasta su jubilación en 2000. Obtuvo el Premio Konex - Diploma al Mérito en 1984 concedido por la Fundación Konex de Argentina.[cita requerida]
En su actividad periodística fue crítico de libros del diario Clarín (Buenos Aires, 1970-1976), con colaboraciones en los diarios La Nación y Perfil de Buenos Aires, y colaborador permanente de la sección de opinión de La Vanguardia de Barcelona desde mayo de 1982 hasta diciembre del 2000. Desde noviembre del 2010 colabora en el diario en línea Libertad Digital. Ideológicamente se le vincula con la derecha liberal.
Murió por su propia voluntad el 10 de febrero de 2022.

## Obras
Libros publicados en Argentina
- Memorias del futuro (1966) y Adiós al mañana (1967), ambos de cuentos de ciencia ficción, en colaboración con Alberto Vanasco (Editorial Minotauro);
- Ciencia ficción, realidad y psicoanálisis (ensayo, en colaboración con la Dra. Marie Langer, Paidos, 1969);
- Contra la corriente (Granica Editor, 1972, Faja de Honor de la Sociedad Argentina de Escritores en el género ensayo);
- Carta abierta de un expatriado a sus compatriotas (ensayo, Sudamericana, 1983).

Asimismo publicó más de veinte novelas policíacas con seudónimos como James Alistair, Dave Target, Mark Pritchard, Ralph Fletcher y otros, y fue uno de los cinco galardonados con los premios del concurso de cuentos policíacos organizado por Air France y la revista Siete días (1975), con un jurado que integraban Jorge Luis Borges, Augusto Roa Bastos y Marco Denevi. [cita requerida]
Libros publicados en España
- A la sombra de los bárbaros (cuentos de ciencia ficción, Acervo, 1977);
- Pesadillas (cuentos de terror, Bruguera, 1978);
- Por amor a Cataluña. Con el nacionalismo en la picota (ensayo, Ediciones Flor del Viento, 2002).